# بريان دتون
بريان دتون (بالإنجليزية: Bryan Dutton)‏ هو عسكري بريطاني، ولد في 1 مارس 1943.